# 鈴木康友 (政治家)
鈴木 康友（すずき やすとも、1957年〈昭和32年〉8月23日 - ）は、日本の政治家。静岡県知事（公選第21代）。無所属。
静岡県浜松市長（4期）、衆議院議員（2期）を歴任した。

## 来歴

### 生い立ち
静岡県浜松市生まれ。浜松市立広沢小学校、浜松市立蜆塚中学校、静岡県立浜松北高等学校、慶應義塾大学法学部政治学科卒業。

### 松下政経塾・会社経営
大学卒業後、松下政経塾に入塾し、1985年に卒塾（第1期生）。松下政経塾の同期に野田佳彦（第95代内閣総理大臣）、逢沢一郎（自由民主党衆議院議員）、横尾俊彦（佐賀県多久市長）、小野晋也（元衆議院議員）、岡田邦彦（ハーバード大学ケネディスクール研究員）らがいる。その後企画会社、コンサルティング会社を経営する。

### 政界へ
1999年、衆議院議員の北脇保之が浜松市長選挙に出馬するため辞職。同年4月11日に行われた衆議院静岡県第8区補欠選挙に民主党公認で出馬したが、自由民主党元職の塩谷立に敗れ、落選した。
2000年、第42回衆議院議員総選挙に静岡8区から出馬。前回敗れた塩谷を破り、初当選を果たす。2003年の第43回衆議院議員総選挙では、静岡8区で前回下した塩谷に敗れるも、重複立候補していた比例東海ブロックで復活し、再選。2005年の第44回衆議院議員総選挙では、静岡8区で再び塩谷に敗れ、比例復活もならず落選した。

### 浜松市長へ
2006年12月、翌年4月の浜松市長選挙に出馬する意向を表明した。鈴木の擁立は当時の浜松市長、北脇保之に反発する鈴木修（スズキ会長、第1次浜松市行財政改革推進審議会会長）ら浜松経済界の意向によるものであった。2007年4月8日、浜松市長選挙で現職の北脇らを破り、当選を果たした。鈴木が獲得した203,923票に対し、北脇の得票数は192,293票であり、11,630票の僅差での辛勝であった。
2011年3月27日告示、4月10日執行の浜松市長選挙に出馬。立候補を届け出たのが現職の鈴木のみであったため政令指定都市では史上初の無投票で再選を果たした。同年7月、ブラジル人が多く住む浜松市の市長として、多文化共生施策や同国の諸都市との都市間外交の推進、制度の充実に向けた国への働き掛けが評価され、ブラジル政府よりリオ・ブランコ国家勲章を授与された。
2015年4月12日、日本共産党推薦の候補を破り、3選。

### 行政区再編計画、4選出馬
2018年11月24日、記者会見を開き、4選出馬を表明。市の7行政区の再編について「最後まで責任を持って完遂していく」と述べた。11月30日、行政区再編の賛否を問う住民投票条例案を市議会定例会に追加議案として提出。12月13日、市議会は住民投票条例案を採決し、最大会派の自民党浜松が提出した修正案が賛成多数で可決された。市長選と同日に行われる住民投票では (1) 天竜区、浜北区、その他の5区の合区による「新3区案」への再編を2021年1月1日までに実施することへの賛否、(2) 反対の場合に再編を同期日までに実施することへの賛否、の2つが問われることとなった。
2019年1月9日、自民党浜松市支部が擁立した山本遼太郎市議が任期満了に伴う市長選への出馬の意向を表明した。山本は新3区案に反対の立場であり、鈴木の掲げる行政区再編は選挙の大きな争点となる模様。自民党静岡県連は党本部に山本の推薦を上申済みであるが、1月10日、鈴木も党本部に出向いて推薦願を提出した。2月15日、共産党推薦の新人が出馬表明をした。2月28日、公明党は自主投票を決定した。3月1日、自民党本部は鈴木、山本の双方に推薦を出さないことを明らかにした。
投開票の結果、4選。静岡新聞社が期日前投票期間に行った出口調査によれば、自民党支持者の約56％、公明党支持者の約72％が鈴木に投票していたことが明らかとなった。

### 市長4選後
2021年4月、自民党や地元政財界関係者が同年6月の静岡県知事選挙に鈴木の擁立論が浮上し、立候補へ向け準備を進めていたが、後援者から市政へ専念するよう説得を受ける形で立候補を取りやめた。
2021年9月10日、指定都市市長会会長を務めていた林文子が任期途中で退任したことに伴う会長補欠選挙に立候補し、無投票当選。任期は2022年3月31日まで。
2021年11月26日、指定都市市長会会長の任期満了に基づき久元喜造神戸市長が推薦により無投票当選した。
2022年10月25日、市の行政区再編に目処がついたことや、多選を考慮し翌年4月の市長選挙へ立候補せず退任する意向を示した。
2023年4月30日付で浜松市長を任期満了で退任。最終登庁日は4月28日となった。

### 市長退任後
2023年6月1日付で山梨県顧問と浜松医科大学顧問にそれぞれ就任。

### 静岡県知事へ
2024年4月15日、川勝平太前知事の辞職に伴い実施される静岡県知事選挙への立候補を表明した。立憲民主党・国民民主党・連合静岡から推薦を受けた。川勝並びに鈴木を支援しているスズキ相談役の鈴木修も中日新聞の取材に対し「出馬を決断するなら支援したい」と明らかにした。
5月26日、投開票が行われ、自民党が推薦する大村慎一らを破り、当選した。28日に静岡県選挙管理委員会による当選の告示がなされ、同日から静岡県知事となった。これまで、浜松市の出身者が静岡県知事に就任した事はなく、鈴木が初めてとなる。

## 選挙結果

### 市長選
2007年4月
※当日有権者数：人 最終投票率：66.86%（前回比：+13.47pts）
| 候補者名 | 年齢 | 所属党派 | 新旧別 | 得票数    | 得票率 | 推薦・支持 |
| -------- | ---- | -------- | ------ | --------- | ------ | ---------- |
| 鈴木康友 | 49   | 無所属   | 新     | 203,923票 | 49.0%  |            |
| 北脇保之 | 55   | 無所属   | 現     | 192,293票 | 46.2%  |            |
| 高林順   | 56   | 無所属   | 新     | 19,783票  | 4.8%   | 日本共産党 |

2011年4月
無投票により再選
2015年4月
※当日有権者数：637,020人 最終投票率：53.56%（前回比：-pts）
| 候補者名 | 年齢 | 所属党派 | 新旧別 | 得票数    | 得票率 | 推薦・支持 |
| -------- | ---- | -------- | ------ | --------- | ------ | ---------- |
| 鈴木康友 | 57   | 無所属   | 現     | 265,234票 | 79.6%  |            |
| 嶋田博   | 66   | 無所属   | 新     | 68,007票  | 20.4%  | 日本共産党 |

2019年4月
※当日有権者数：647,801人 最終投票率：55.75%（前回比：+2.19pts）
| 候補者名   | 年齢 | 所属党派 | 新旧別 | 得票数    | 得票率 | 推薦・支持 |
| ---------- | ---- | -------- | ------ | --------- | ------ | ---------- |
| 鈴木康友   | 61   | 無所属   | 現     | 195,728票 | 55.0%  |            |
| 山本遼太郎 | 32   | 無所属   | 新     | 134,611票 | 37.8%  |            |
| 野沢正司   | 69   | 無所属   | 新     | 25,195票  | 7.2%   | 日本共産党 |

### 県知事選
2024年5月
※当日有権者数：2,956,024人 最終投票率：52.47%（前回比：-0.46pts）
| 候補者名 | 年齢 | 所属党派   | 新旧別 | 得票数    | 得票率 | 推薦・支持             |
| -------- | ---- | ---------- | ------ | --------- | ------ | ---------------------- |
| 鈴木康友 | 66   | 無所属     | 新     | 728,500票 | 47.4%  | 立憲民主党、国民民主党 |
| 大村慎一 | 60   | 無所属     | 新     | 651,013票 | 42.4%  | 自由民主党             |
| 森大介   | 55   | 日本共産党 | 新     | 107,979票 | 7.0%   |                        |
| 濱中都己 | 62   | 無所属     | 新     | 24,312票  | 1.6%   |                        |
| 村上猛   | 73   | 無所属     | 新     | 15,106票  | 1.0%   |                        |
| 横山正文 | 56   | 無所属     | 新     | 9,263票   | 0.6%   |                        |

出典

## 政策・主張

### 浜松市長時代
- 「こども第一主義」、「くらし満足度向上計画」などの政策提言を実現させるため、市の行財政運営に対する改革を審議することを目的とし2007年8月17日、第2次浜松市行政改革審議会を発足させた。同行革審に対して、補助金や市の外郭団体の改革について諮問した。
- 2007年6月15日の市議会の答弁では「地産地消の考え方を市民に示すために、市長公用車の更新の際、地元企業の車両を導入していきたい」と発言した[36]。また、北脇市政の下で行われた平成の大合併の際、旧天竜市から引き継いだ本田宗一郎記念館の建設を、新市に引き継ぐことで合併時に浜松市が公約した事業であったが、鈴木はこれを白紙とし、既存施設である旧二俣町役場を活用することで地元住民へ理解を求め、天竜地域協議会においても同意するとの答申を得た[37]。
- 鈴木は2013年から、地元企業の海外進出や農作物の輸出を推進するため、日本貿易振興機構（ジェトロ）に対し拠点の設立を要請していたが、2014年4月7日、浜松市内に「ジェトロ浜松貿易情報センター」が開設された[38]。

- 2020年4月1日、性的少数者（LGBTなど）と事実婚のカップルが婚姻に相当する関係にあると認める「パートナーシップ宣誓制度」を導入した[39]。

### 静岡県知事時代
- 2024年静岡県知事選挙の期間中、公約として静岡県東部への医学部・医大の誘致に言及したが、知事就任後の会見では人口減少による医師の飽和化などを考慮した上で事実上撤回する意向を示した[40]。
- 2024年10月の第50回衆議院議員総選挙では、政治資金問題で自由民主党の公認を得られなかった萩生田光一・西村康稔の応援演説を行ったが、県知事選挙で支援を受けた連合静岡会長から厳重注意を受け謝罪する事態となった。鈴木は選挙後の会見で友人として応援したと釈明した[41]。

## 関連書籍
- 市長の夢 19人の青年市長[42]日本ドリームプロジェクト（編）『市長の夢―19人の青年市長×きむ』いろは出版、2010年9月。ISBN 978-4902097344。
- 鈴木康友/著 『市長は社長だ : 浜松市が1314億円の借金を返せた理由』 ISBN 978-4569856933